# Kalvtjärnarna (Dorotea socken, Lappland, 718062-147503)
Kalvtjärnarna är en sjö i Dorotea kommun i Lappland och ingår i Ångermanälvens huvudavrinningsområde. Sjön har en area på 0,163 kvadratkilometer och ligger 595,5 meter över havet. Kalvtjärnarna ligger i Kalvtjärnarnas naturreservat och Kalvtjärnarna Natura 2000-område.

## Delavrinningsområde
Kalvtjärnarna ingår i det delavrinningsområde (718056-147538) som SMHI kallar för Utloppet av Kalvtjärnarna. Medelhöjden är 604 meter över havet och ytan är 1,01 kvadratkilometer. Räknas de 2 avrinningsområdena uppströms in blir den ackumulerade arean 2,87 kvadratkilometer. Vattendraget som avvattnar avrinningsområdet har biflödesordning 3, vilket innebär att vattnet flödar genom totalt 3 vattendrag innan det når havet efter 284 kilometer. Avrinningsområdet består mestadels av skog (35 procent) och sankmarker (46 procent). Avrinningsområdet har 0,19 kvadratkilometer vattenytor vilket ger det en sjöprocent på 18,9 procent.